# Lemniscată polinomială

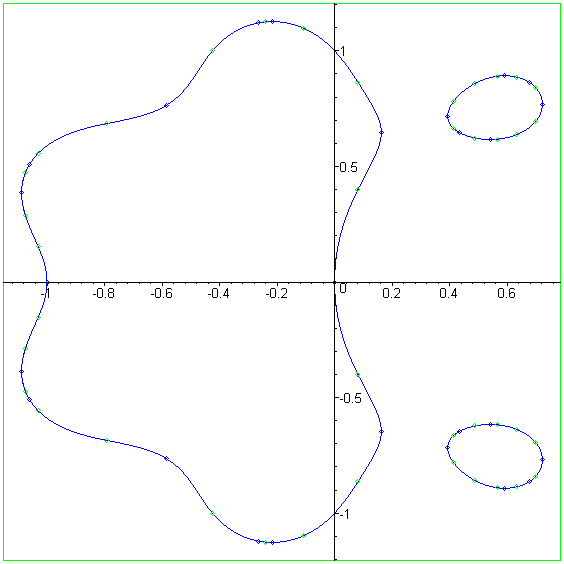

În matematică, o lemniscată polinomială sau curbă de nivel polinomială este o curbă algebrică⁠(d) plană de gradul 2n, construită dintr-un polinom p cu coeficienți complecși de grad n.
Pentru orice astfel de polinom p și număr real pozitiv c, se poate defini un set de numere complexe prin {\displaystyle |p(z)|=c.} Această mulțime de numere poate fi echivalată cu puncte din planul cartezian real, conducând la o curbă algebrică ƒ(x, y)  = c2 de gradul 2n, care rezultă din dezvoltarea {\displaystyle p(z){\bar {p}}({\bar {z}})} în termeni de {\displaystyle z=x+iy.}
Când p este un polinom de gradul 1, atunci curba rezultată este un cerc al cărui centru este zeroul lui p. Când p este un polinom de gradul 2, atunci curba este un oval Cassini⁠(d).

## Lemniscata Erdős

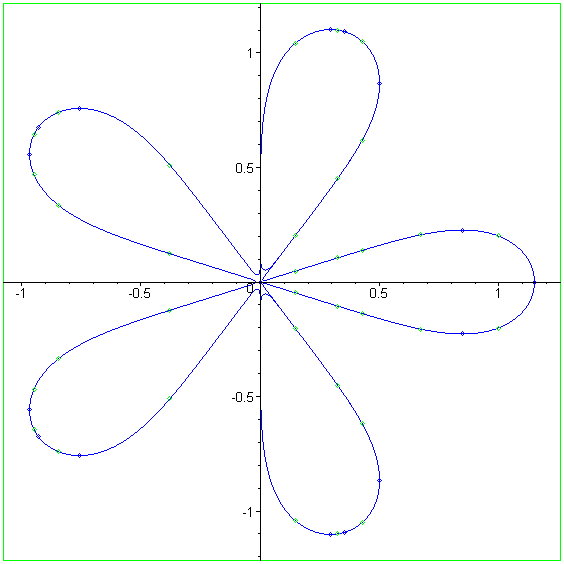
Lemniscata Erdős de gradul 10 și genul 6

O conjectură a lui Paul Erdős care a suscitat un interes considerabil se referă la lungimea maximă a unei lemniscate polinomiale ƒ(x, y) = 1 de gradul 2n când p este monic, despre care Erdős a presupus că a fost atins când p(z) = zn − 1.
Acest lucru încă nu este demonstrat, dar Alexander Fryntov și Fedor Nazarov au demonstrat că p are un maxim local. În cazul în care n = 2, lemniscata Erdős devine lemniscata lui Bernoulli
{\displaystyle (x^{2}+y^{2})^{2}=2(x^{2}-y^{2})\,}
și s-a demonstrat că aceasta este într-adevăr lungimea maximă pentru gradul 4. Lemniscata Erdős are trei singularități, dintre care una este în origine, și  genul (n − 1)(n − 2)/2. Prin inversarea⁠(d) lemniscatei Erdős în cercul unitate, se obține o curbă nesingulară de grad n.

## Lemniscata polinomială generică
În general, o lemniscată polinomială nu se va atinge în origine și va avea doar două singularități ordinare, deci genul (n − 1)2. Ca o curbă reală, poate avea un număr de componente neconexe. Prin urmare, nu va arăta ca o lemniscată, ceea ce face ca numele să fie o denumire greșită.
Un exemplu interesant de astfel de lemniscate polinomiale sunt curbele Mandelbrot.
Dacă se face {\displaystyle p_{0}=z} și {\displaystyle p_{n}=p_{n-1}^{2}+z,} atunci lemniscatele polinomiale corespunzătoare Mn definite de {\displaystyle |p_{n}(z)|=2} converg către frontiera mulțimii lui Mandelbrot. Curbele Mandelbrot sunt de gradul 2n+1.